# Johann Baptist von Paar
Johann Baptist Freiherr von Paar war bedeutend für die Österreichische Postgeschichte.

## Biografie
Er entstammte der adeligen Familie Paar, welche vermutlich ursprünglich aus Italien stammte. Erzherzog Karl ernannte ihn in Graz zum Postmeister für Innerösterreich.
1571 übernahm er die Burg Hartberg und baute sie 1576 bis 1584 zu einem dreigeschossigen Renaissance-Schloss um. Das Schloss ist auch bekannt als Schloss Paar und blieb lange Zeit im Besitz der Familie.
Er heiratete Asra Sidonie Freiin von Haim. Ihr dritter Sohn war Johann Christoph von Paar. Ein weiterer Sohn war Rudolf Freiherr von Paar († 1640), Kämmerer und Oberststallmeister im Hofstaat des Ferdinand II., Großprior des Malteserordens in Böhmen.